# 공준
공준(公準)은 요청(要請)이라고도 하며, 공리와 거의 같은 뜻으로 쓰인다. 공리는 증명 불가능한 자명(自明)의 일로 생각되고 있으나 공리가 부정될 가능성(실천적 이론, 혹은 비유클리드 기하학 등)을 생각한다면, 하나의 이론체계에서 가정된 기본적 전제로서의 성격이 짙어진다. 이 경우 공준(요청)이라고 부른다.

## 같이 보기
- 공리